# Roumanie aux Jeux olympiques d'hiver de 1948
Cet article contient des informations sur la participation et les résultats de la Roumanie aux Jeux olympiques d'hiver de 1948 à Saint-Moritz en Suisse. La Roumanie était représentée par 7 athlètes. La délégation roumaine n'a pas récolté de médaille.